# Zygostates papillosa
Zygostates papillosa là một loài thực vật có hoa trong họ Lan. Loài này được Cogn. miêu tả khoa học đầu tiên năm 1907.

## Hình ảnh

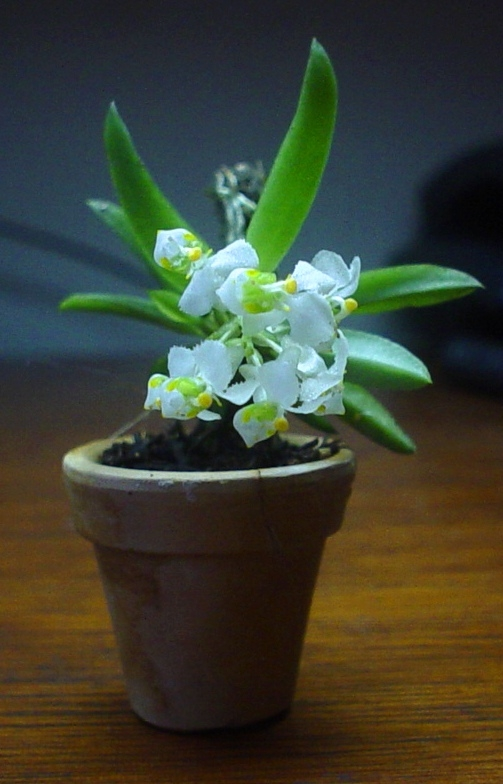